# Lasionycteris noctivagans
Lasionycteris noctivagans là một loài động vật có vú trong họ Dơi muỗi, bộ Dơi. Loài này được Le Conte mô tả năm 1831.

## Hình ảnh

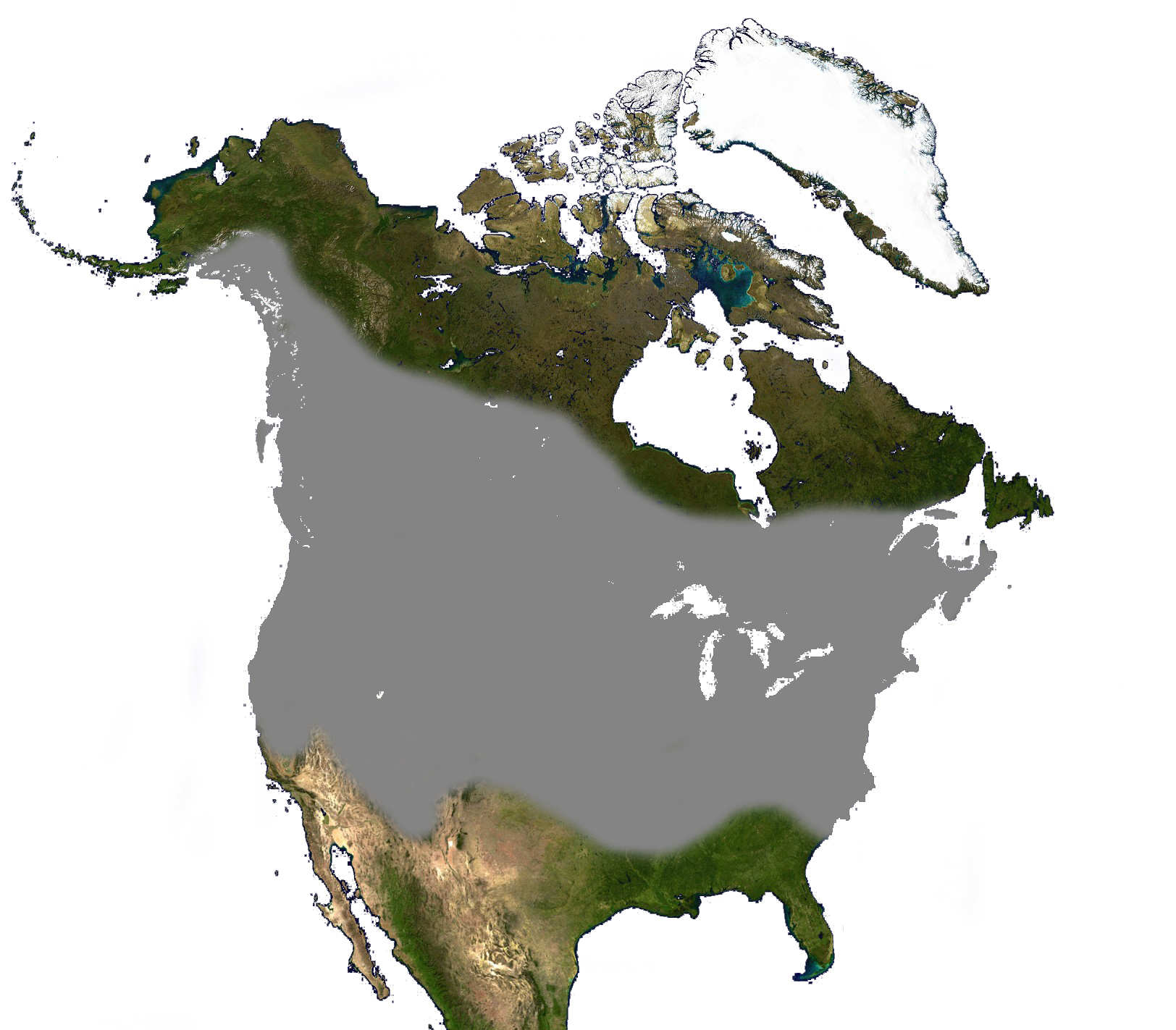
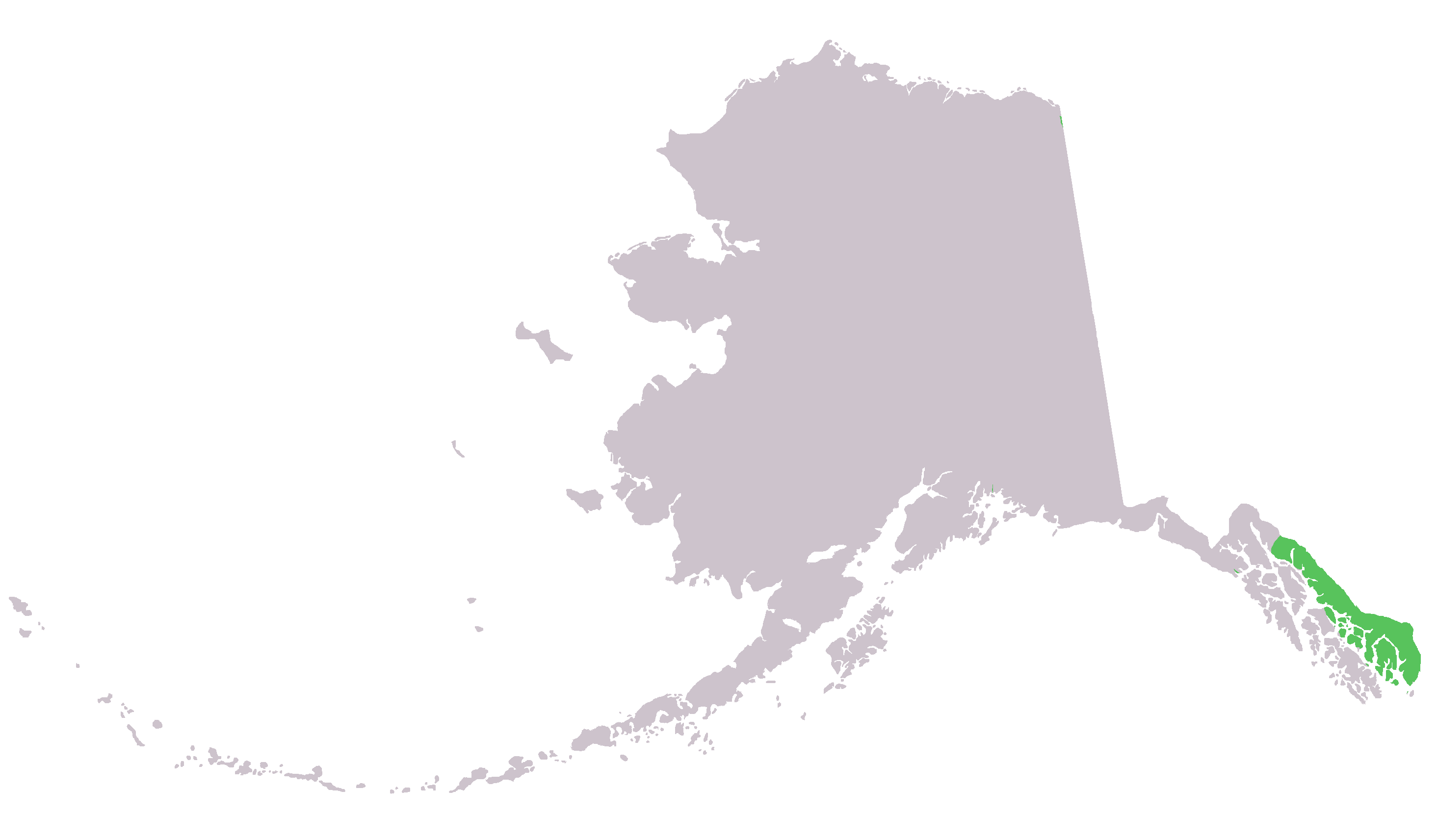